# Comuna Sopaciv, Volodîmîreț
Sopaciv (în ucraineană Сопачів) este o comună în raionul Volodîmîreț, regiunea Rivne, Ucraina, formată din satele Dibrova, Șciokiv și Sopaciv (reședința).

## Demografie
Componența lingvistică a comunei Sopaciv
     Ucraineană (99,81%)
     Alte limbi (0,19%)
Conform recensământului din 2001, majoritatea populației comunei Sopaciv era vorbitoare de ucraineană (99,81%), existând în minoritate și vorbitori de alte limbi.